# Uda (Selenga)

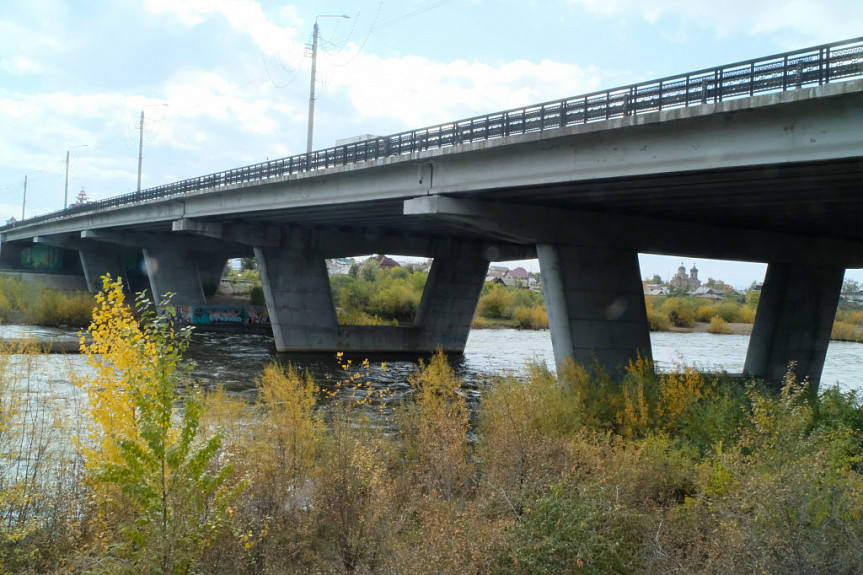
Brücke über den Fluss Uda in der Stadt Ulan-Ude

Die Uda (russisch Уда) ist ein 467 km langer, rechter bzw. östlicher Zufluss der Selenga in Russland, Asien.
Der Fluss Uda entspringt in der Gebirgswelt von Burjatien östlich der in der Region Transbaikalien gelegenen Stadt Tschita. Von ihrer Quelle, in deren Umgebung die Berge bis 1.592 m hoch aufragen, fließt die Uda in überwiegend westlicher Richtung unter anderem über Chorinsk nach Ulan-Ude, wo sie in den von Südwesten kommenden Fluss Selenga mündet.

## Fische
Im Fluss leben rosa Lachse, Ketalachse, Rotlachs und Silberlachse. Taimen sind auch zahlreich.